# Казантаев, Конысбек Турешович
Конысбек Турешович Казантаев (каз. Қонысбек Төрешұлы Қазантаев, ноябрь 1923; Кармакшинский район, Кызылординская область, Казахская ССР, СССР — 17 августа 2000; Кызылординская область, Казахстан) — советский и казахский общественный и партийный деятель, ветеран Великой Отечественной войны.

## Биография
Родился в ноябре 1923 года в Кармакшинском районе.
В 1942 году после окончания Казалинского русско-казахского педагогического училища ушел на фронт. Воевал на Калининском фронте и встретил Победу на балтийском берегу, вернулся домой осенью 1945 года.
В 1950 году окончил Алма-Атинскую высшую партийную школу по специальности «политолог».
С 1945 по 1963 годы — ответственный секретарь Кармакшинского районного исполнительного комитета, заместитель председателя, председатель.
С 1963 по 1975 годы — первый секретарь Теренозекского (ныне Сырдарьинского) партийного комитета.
С 1975 по 1985 годы — первый секретарь партийных комитетов Жалагашского района.
Неоднократно избирался членом ЦК Компартии Казахстана. Был делегатом нескольких съездов компартии Казахстана.

## Награды
- 1958 — Орден «Знак Почёта»
- 1966 — Орден Ленина
- 1971 — Орден Трудового Красного Знамени
- 1973 — Орден Ленина
- 1976 — Орден Ленина
- 1981 — Орден Октябрьской Революции
- 1982 — Орден Отечественной войны 2 степени[3]
- Награждён несколькими боевыми и юбилейными медалями СССР
- Награждён почётными грамотами Верховного Президиума СССР и Казахской ССР и др.
- Почётный гражданин города Кызылорды и нескольких районов.